# 阿拉乡
阿拉乡，是中华人民共和国甘肃省甘南藏族自治州碌曲县下辖的一个乡镇级行政单位。

## 行政区划
阿拉乡下辖以下地区：
田多村、吉扎村和博拉村。